# 沙纳莱耶
沙纳莱耶（法語：Chanaleilles，法語發音：[ʃanalɛj]）是法国上卢瓦尔省的一个市镇，属于布里尤德区。

## 地理
沙纳莱耶（44°51'40"N, 3°29'17"E）面积48.52 平方千米，位于法国奥弗涅-罗讷-阿尔卑斯大区上盧瓦爾省，该省份为法国中南部省份，北起多姆山省和卢瓦尔省，西接康塔爾省，南至洛泽尔省，东临阿尔代什省。
与沙纳莱耶接壤的市镇（或旧市镇、城区）包括：拉若、托拉斯、埃斯普朗塔-瓦泽耶、圣保罗勒弗鲁瓦、圣厄拉利、勒马尔济约福兰、格雷兹。

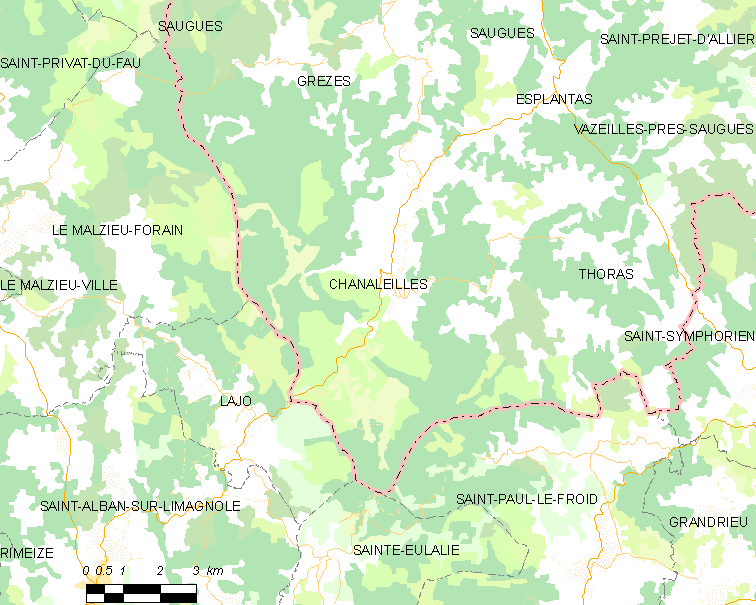
沙纳莱耶的OSM定位图

沙纳莱耶的时区为UTC+01:00、UTC+02:00（夏令时）。

## 行政
沙纳莱耶的邮政编码为43170，INSEE市镇编码为43054。

## 政治
沙纳莱耶所属的省级选区为阿列峡-热沃当县。

## 人口

1962-2008年间沙纳莱耶人口变化图示

沙纳莱耶于2022年1月1日时的人口数量为173人。